# Ārīt
Ārīt (persiska: آريت, Āret) är en ort i Iran.   Den ligger i provinsen Kermanshah, i den nordvästra delen av landet, 500 km väster om huvudstaden Teheran. Ārīt ligger 1 759 meter över havet och antalet invånare är 146.
Terrängen runt Ārīt är kuperad åt sydväst, men åt nordost är den bergig. Runt Ārīt är det ganska glesbefolkat, med 34 invånare per kvadratkilometer. Närmaste större samhälle är Pāveh, 8,8 km nordväst om Ārīt. Trakten runt Ārīt består i huvudsak av gräsmarker.